# Cerro de Xihuingo
El Cerro de Xihuingo, también conocido como “Cerro El Jihuingo”, es una montaña ubicada en el municipio de Tepeapulco; Estado de Hidalgo en México. La montaña forma parte del Eje Neovolcánico. La altitud de la montaña es 3,240 metros sobre el nivel del mar, es la segunda montaña más alta del estado, sólo superada por el Cerro la Peñuela. Se cree que es un volcán inactivo, mas no se sabe con exactitud.  La palabra Xihuingo se deriva de Xihutl-co, es decir, "Lugar del Año", y por extensión, "Lugar donde se Calcula o se Registra el Año".